# Список історичних мап України
Перелік історичних мап включає територію теперішньої України на найдавніших мапах, перші згадки України та карти Русі.

## Список
| Рік           | Оригінальна назва                                                                                        | Назва українською                                                                                | Автор                                                             | Опис | Мапа                                                         |
| ------------- | --- | ------------------------------------------------------------------------------------------------ | ----------------------------------------------------------------- | --- | ------------------------------------------------------------ |
| 1154          | | Карта аль-Ідрісі                                                                                 | Абу Абдаллах Мухаммад аль-Ідрісі аль-Куртубі аль-Хасані аль-Сабіт | Карта аль-Ідрісі 1154 р. подає не тільки територіальне розміщення України, а й уперше на карті міститься назва «Rusia» (Русія, тобто Русь). На карті написи — «Ard al Rusia» — земля Русі (територія Правобережної та Лівобережної України), «muttasil ard al Rusia» — з'єднана земля Русі, «minal Rusia al tuani» — від Русі залежноі. Позначено та підписано річки — Дніпро, Дністер, Дунай, а також Київ (Kiau) та інші українські міста. | Карта аль-Ідрісі 1154 р.                                     |
| 1375          | | Атлас Каталан (Портолан)                                                                         | Авраам Крескес                                                    | Картографування відбувалось в часи занепаду Галицько-Волинської держави. |                                                              |
| 1525          | Moderna Hungariae, Poloniae, Russiae, Prussiae, et Valachiae                                             | Нова карта Польщі, Угорщини та Русі                                                              | Лоренц Фріз (Мартін Вальдземюллер)                                | Поєднанням картографії Птолемея з новими політико-географічними даними епохи. Західна Україна позначена як Русь (Russia), включаючи Галичину, Холмщину та Берестейщину; центральноукраїнські землі — Поділля (Podolia). Це одне з перших джерел, де західноукраїнські землі позначені як «Русь» (Russia). На карті позначено м. Львів. Серед українських міст: Colomіa (Коломия), Саmenez (Кам'янець), Premiflia (Перемишль), Halliz (Галич), Busco (Буськ), Gologor (Гологори) та ін. Картографічна неточність — Карпатські гори надруковані перевернутими. |                                                              |
| 1544          | | «Космографія». Карта Польського регіону                                                          | Себастьян Мюнстер                                                 | Русь (Перемишль, Львів, Луцьк, Київ), Поділля (Кам'янець, Городець, бастарни), Бесарабія, Скіфія, Крим (Перекоп, Кафа); Московія, Псковщина, Татарія; Лівонія (Рига), Сарматія, Литва (Вільно, Гродно), Пруссія (Марієнбург, Данциг), Мазовія, Велика Польща, Мала Польща, Угорщина, Валахія, Молдавія. |                                                              |
| 1550          | | Портолан Басейну Чорного моря.                                                                   | Баттіста Агнесе                                                   | Русь, Татарія та Московія |                                                              |
| 1559          | | Портолан Чорного моря.                                                                           | Дієго Хомем                                                       | |                                                              |
| 1568          | …dirego della seconda…                                                                                   |                                                                                                  | Форлані                                                           | |                                                              |
| 1571          | Tabula Sarmatiae from Strabonis Rerum Geographicarum                                                     | Карта Птолемея                                                                                   | Себастьян Мюнстер                                                 | Сарматія Європейська з нанесеними містами Ольвія, Гераклій, Феодосія, Клепідава та географічними об'єктами Карпати, Дніпро (Borysthenes), Дністер (Tyras), Таврія, Азовське море (Paludes Meotidis), Чорне море (Ponti Evxini), Амадоцьке озеро і ін. |                                                              |
| 1613          | Magni Ducatus Lithuaniae Caeterarumque Regionum Illi Adjacentium . . . Anno 1613 (I)                     |                                                                                                  | Гессель Ґеррітц, Віллем Янсзон Блау                               | У Центральному Подніпров'ї між Ржищевом та Каневом позначена «Східна Волинь, яку звали також Україною та Низом». Одне з перших картографічних джерел зі згадкою назви «Україна». |                                                              |
| 1629-1698     | Typus generalis Ukrainae sive palatinatuum Podoliae, Kioviensis & Braczlaviensis terras nova delineation | Загальний вигляд України або нове зображення земель палатинатів Поділля, Київщини та Брацлавщини | Вільгельм Пфанн                                                   | |                                                              |
| 1648          | …Delineatio generalis Camporum Desertorum vulgo Ukraina                                                  | Загальний опис Диких Полів, іншими словами — України                                             | Гійом Левассер де Боплан                                          | |                                                              |
| 1649          | Typus Generalis Vkraine                                                                                  | Генеральний опис України                                                                         | Йоганн Янсоніус                                                   | |                                                              |
| 1659—1685     | Ukrainae pars quae Kiovia Palatinatus vulgo dicitur                                                      | Землі Українські, Київське воєводство                                                            | Гійом Левассер де Боплан, Covens & Mortier                        | |                                                              |
| XVII століття | Ukraine Pars qva Podolia…                                                                                | Землі Українські, Поділля                                                                        | Covens & Mortier                                                  | Мапа Ковенсом створена на основі карти Боплана. |                                                              |
| XVII століття | Ukrainae pars quae Barclavia…                                                                            | Українські землі, Брацлавщина                                                                    | Covens & Mortier                                                  | Видана в Амстердамі. |                                                              |
| 1662          | Ukraine Pars qva Pokutia…                                                                                | Землі Українські, Прикарпаття                                                                    | Ян Блау                                                           | Сучасна Івано-Франківщина. Створена картографом Гійомом Левассером де Бопланом. |                                                              |
| 1665          | Russie Noire                                                                                             | Чорна Русь                                                                                       | Нікола Сансон                                                     | Чорна Русь (Галичина) |                                                              |
| 1665          | Tartarie Europeenne ou Petite Tartarie…                                                                  | Європейська Татарія, т.з. Мала Татарія                                                           | Нікола Сансон                                                     | Татарія, Україна — держава козаків, Московія та Польща |                                                              |
| 1665          | Haute Volhynie, ou Palatinat de Lusuc; tire de la Grande Carte d'Ukraine.                                | Волинь, т.з. Луцькі землі; частина Великої карти України                                         | Нікола Сансон                                                     | |                                                              |
| XVII століття | Vkraina                                                                                                  | Україна                                                                                          | Вільгельм Пфан                                                    | |                                                              |
| 1670          | Regni Polonia magni ducatus Lithuania                                                                    | Польща і Литва                                                                                   | Карло Алард                                                       | Польща, Литва і Україна в складі Речі Посполитої. |                                                              |
| 1674          | …Vkraine ou Pays des Cosaques                                                                            | Україна — держава козаків                                                                        | Гійом Сансон                                                      | |                                                              |
| 1684          | Tartaria d Europa ouero Piccola Tartaria                                                                 | Татарія Європейська або Мала Татарія                                                             | Джакомо Кантеллі                                                  | Наддніпрянська Україна позначена як «Україна або край запорозьких козаків» (Vkraina o Paese de Cossachi di Zaporowa). На схід від неї вказана інша Україна — «Україна або край донських козаків, залежних від Московії» (Vkraina ouero Paese de Cossachi Tanaiti Soggetti al Moscouita). |                                                              |
| 1690          | Typus Generalis Vkraine                                                                                  | Генеральний опис України                                                                         | Джерард Валк, Петер Шенк старший                                  | |                                                              |
| 1705          | Королевства Польского и Великого княжества Литовского чертеж                                             | Королівства Польського і Великого князівства Литовського чертеж                                  | Пітер Пікарт                                                      | На карті зображено території Великого Князівсьва Литовського. Також на території є позначення Україна (Ꙋкраіна) та Часть Московскагω Гдрства | Королевства Польского и Великого княжества Литовского чертеж |
| 1705          | Le mar noire… Et les pars Cosaques…                                                                      | Причорномор'я… Землі козаків                                                                     | Нікола де Фер                                                     | Північне причорномор'я — Землі козаків — Україна, та Мала Татарія. |                                                              |
| 1710(?)       | Ukraine grand pays de la Russie Rouge avec une partie de la Pologne, Moscovie…                           | Велика країна — Україна, Червона Русь, що межують з Польщею, Московією, Валахією…                | П'єр ван дер Аа                                                   | |                                                              |
| 1710          | Ukraina                                                                                                  |                                                                                                  | Абрахам Аллард                                                    | Карта Польщі та Московії (включно з Литвою, Україною, Руссю, Волиню, Курляндією, Кримом, Валахією, Лівонією) |                                                              |
| 1711          | Ukraine…                                                                                                 | Україна                                                                                          | Гійом Деліль                                                      | Мапа України, Київське воєводство |                                                              |
| 1720          | Vkrania que terra Cosaccorvm…                                                                            | Україна — територія козаків                                                                      | Йоганн-Баптист Гоманн                                             | Мапа «Україна або козацька земля з прилеглими провінціями Валахії, Молдавії і Малої Татарії, зображена Йоганом-Баптистом Гоманном», Нюрнберг 1716 рік. Західна і Центральна частини території України. Поряд з UKRANIE позначена як RUSSIA RUBRA. За однією з версій, зображений на картуші чоловік, що сидить та курить люльку в оточенні сподвижників — Іван Мазепа. |                                                              |
| 1723          | Безіменна карта в Travels through Europe, Asia and into parts of Africa                                  | Безіменна карта в «Подорож через Європу, Азію і в деякі частини Африки»                          | Aubry de La Mottraye                                              | Автор служив королю Карл XII Шведський, перебуваючи зі своєю армією в Бендери протягом 1709—1713 років після відступу з Полтавська битва 1709 року. Більшість деталей стосуються міст західного узбережжя Чорного моря між Бендерами («Bender») на Дністрі («Niester») і Константинополем («Constantinopolis», сучасний Стамбул), з невеликою кількістю деталей про територію, яку він назвав «UCKRANIA» («УКРАЇНА»), окрім «Pultava» (Полтава, позначеної перехрещеними мечами) на лівому березі і кількох міст, включаючи «Kiow» (сучасний Київ) на правому березі. Моттрей опублікував «Подорож через Європу, Азію і в деякі частини Африки» в Лондоні в 1723 році (присвячену Георгу I), в тому числі і цю карту (присвячену, ймовірно, Роберту Саттону (1671—1746)). |                                                              |
| 1730          | Nova Mappa Maris Nigri…                                                                                  | Нова мапа Причорномор'я                                                                          | Матеус Зойтер                                                     | |                                                              |
| 1740          | Nova Et Accurata Tartarie Europe Seu Minoris…                                                            | Європейська Татарія                                                                              | Матеус Зойтер                                                     | Мала Татарія та Україна — держава козаків. |                                                              |
| 1740          | Nova et accurata Turcicarum et Tartaricarum Provinciarum                                                 |                                                                                                  | Матеус Зойтер                                                     | Мала Татарія та Україна — держава козаків. |                                                              |
| 1770          | Amplissima Ucraniae Regio…                                                                               | Україна і регіони                                                                                | Тобіас Конрад Лоттер                                              | Землі Українські |                                                              |
| 1781          | Russia Rossa                                                                                             |                                                                                                  | Антоніо Затта                                                     | Переклад Russia Rossa — «Усохша Русь». За іншою версією «Червона Русь». |                                                              |
| 1919          | Carte de Ukraine                                                                                         |                                                                                                  |                                                                   | Мапа представлена делегацією УНР на Паризькій мирній конференції. |                                                              |
| 1920          | Світова мапа з розміщенням Українців по світу                                                            |                                                                                                  |                                                                   | «Світова мапа з розміщенням Українців по світу» Георґа Гасенка, 1920 рік |                                                              |
| 1928          | Современное деление восточных славян на языки                                                            | Сучасний поділ східних слов'ян за мовами                                                         | Кудряшов К. В.                                                    | Мапа видана в складі «Російського історичного атласу» в Москві. Атлас отримав першу премію Цекубу та ЦБ СНР. |                                                              |